# Mojo Mathers
Pour les articles homonymes, voir Mathers.
Mojo Mathers, née le 23 novembre 1966 à Londres, est une femme politique néo-zélandaise. Elle est membre du Parti vert d'Aotearoa depuis 2006.
Elle est la première personnalité politique étant sourde à être élue au Parlement de Nouvelle-Zélande aux élections du 26 novembre 2011.